# Chironomus gloriosus
Chironomus gloriosus är en tvåvingeart som först beskrevs av Jean-Jacques Kieffer 1912.  Chironomus gloriosus ingår i släktet Chironomus och familjen fjädermyggor.
Artens utbredningsområde är Sri Lanka. Inga underarter finns listade i Catalogue of Life.